# Академическое исследование эзотеризма
Академическое исследование эзотеризма (англ. esoteric studies) — область научной деятельности, связанная с изучением эзотеризма с использованием научных методов и в рамках научного подхода.

## История
Выделение академического исследования эзотеризма в качестве самостоятельной области исследований относится только ко второй половине XX века и было связано с работами Д. П. Уолкера, Ф. Йейтс и деятельностью кружка «Эранос». Американский исследователь А. Верслуис указывает, что выделение в последней четверти XX века академического исследования эзотеризма как самостоятельной области исследований и быстрый рост числа научных организаций, занимающихся исследованием данного вопроса, был связан с тем, что в конце XX века многие западные учёные признали концепцию «междисциплинарного подхода», подразумевающую возможность и необходимость научных исследований, выходящих за пределы ограничений, накладываемых частными научными дисциплинами.

## Профильные кафедры и учебные программы
Первой кафедрой, посвящённой академическому изучению западного эзотеризма, стала кафедра «Истории христианской эзотерики» в Практической школе высших исследований, созданная в 1965 году Анри Корбеном и впоследствии переименованная в кафедру «Истории эзотерических и мистических учений в Европе эпохи Нового времени и современности», которую ранее возглавлял Антуан Февр, а в настоящее время — Жан-Пьер Брак. В Амстердамском университете c 1999 года действует кафедра «Истории герметической философии и связанных с ней течений», возглавляемая Воутером Ханеграаффом, а в университете Эксетера существует кафедра «Истории западного эзотеризма», которую возглавлял ранее Николас Гудрик-Кларк, умерший в 2012 году.
В 2000 году в США под руководством доктора философии Обадия С. Харрис президента Философского исследовательского общества (в распоряжении которого, одна из крупнейших библиотек мира по эзотерическим и духовным знаниям, частью которой является библиотечное собрание Мэнли П. Холла), был открыт Университет философских исследований, Лос-Анджелес, штат Калифорния. Университет предлагает две аккредитованные на национальном уровне магистерские программы (M.A. in Consciousness Studies и M.A. in Transformational Psychology), в которых основной уклон сделан на изучение, средствами психологии, философии и религиоведения, личной человеческой трансформации, описанной в древних и современных духовных и мистических традициях мира.
В России тема «Эзотерические учения» включена в паспорт специальности «Философия религии и религиоведение» (09.00.14 по классификации ВАК). Первая профильная программа подготовки открыта в 2014 году в Русской христианской гуманитарной академии (РХГА) в Санкт-Петербурге, сопряженная с Центром изучения эзотеризма и мистицизма при НОЦ РХГА (ЦИЭМ работает с 2008 года, в формате лектория), как образовательный профиль в рамках магистерской программы «Религиоведение».

## Научные организации
По мере развития академического исследования эзотеризма как самостоятельной области научных исследований стали возникать и объединения учёных, занимающихся данной темой. Среди них чаще всего выделяют две международные организации, объединяющие специалистов по данной теме: американскую Ассоциацию исследователей эзотеризма и Европейское общество исследователей западного эзотеризма. Указанные ассоциации, объединяющие крупнейших специалистов в данной области со всего мира, проводят международные научные конференции, посвящённые академическому исследованию эзотеризма, которые проходят раз в два года и чередуются друг с другом, а также публикуют книги и научные журналы, связанные с исследованием эзотеризма.
Похожие на Европейское общество исследователей западного эзотеризма региональные объединения исследователей, занимающиеся развитием исследований в данной области на различных языках, существуют в Скандинавии, Польше, Южной Америке, Израиле, Ирландии, Японии  и других странах. В России попытки научного систематического исследования эзотеризма предпринимались начиная с 1993 года, когда Всероссийская государственная библиотека иностранной литературы (ВГБИЛ) при содействии Библиотеки герметической философии (Амстердам) запустила ежегодный симпозиум «Россия и гнозис», результатом которого были проведены четыре крупные библиотечные выставки и выпущено более десятка сборников и каталогов, посвященных темам гностицизма, герметизма, масонства и розенкрейцерства. Научная конференция «Россия и гнозис» продолжала регулярно функционировать до 2015 года.
Помимо научных объединений, занимающихся изучением эзотеризма в целом, существуют объединения, деятельность которых связана с исследованием отдельных форм эзотеризма. К их числу можно отнести, например, Societas Magica, основанное в 1994 году Ричардом Кикхефером, Клэр Фэнгер и Робертом Мэтисеном и занимающееся изучением истории магии, в особенности церемониальной магии Средневековья и раннего Нового времени. Societas Magica издаёт собственный научный журнал «Магия, ритуал и колдовство» и книжную серию «Магия в истории». Другой организацией такого рода является созданное в 1935 году Общество по изучению истории алхимии и химии, выпускающее научный журнал «Ambix», в котором публикуются работы, посвящённые изучению соответствующих тем.
В 1980 году в США Робертом А. Макдермоттом была основана Герметическая академия как рабочая площадка для ученых, интересующихся западным эзотеризмом. С 1986 по 1990 год члены Герметической академии участвовали на ежегодном собрании Американской академии религии под рубрикой «Группа эзотеризма и перенализма». В ходе этого сотрудничества Американская академия религии (AAR) присвоила религиоведческим исследованиям эзотеризма и герметизма статус отдельной дисциплины в рамках своей организации.
В 2000 году был основан Центр по изучению масонства и фратернализма («братства») при Шеффилдском Университете, издающий «Журнал исследований масонства и фратернализма» (Journal for Research into Freemasonry and Fraternalism), под редакцией Андреаса Эннерфорса (Andreas Oennerfors) и Роберта Питера (Robert Peter). Деятельность центра была приостановлена в 2010 году.
В Германии, в университете Галле (Заале) в 2004—2012 был проведен международный исследовательский проект на тему «Просвещение и эзотеризм» под руководством немецкого историка Моники Нойгебауэр-Вельк (Monika Neugebauer-Welk) По итогам нескольких научных конференций в 2008 и 2013 году были выпущены два основных сборника Исследователи истории эзотеризма и Возрождения из Германии (Гейдельберг, Галле и др.) и Нидерландов сделали электронный проект «сеть изучения масонства» (Netzwerk Freimaurerforschung), при участии Яна Снёка (Jan Snoek).
Кембриджский центр изучения западного эзотеризма (Cambridge Centre for the study of Western Esotericism (CCWE)) основан доктором Софией Уэлбеллоу и Эндрю Джеймсом Брауном в Кембридже в 2006 году и является междисциплинарной организацией, независимой от (узкопрофильных) академических или эзотерических сообществ.
В феврале 2018 года, при финансовой поддержке Аллана Слайта, на факультете искусств и социальных наук в Карлтонском университете, Канада, была открыта образовательная программа и междисциплинарный центр по изучению искусства колдовства. Программа и исследовательский центр развивает академическое изучение таких аспектов эзотеризма как, история магии и алхимии; феноменология чуда и сверхъестественного, исцеления и спиритизма, а также следующие направления: магия и ум; магия и психология обмана, убеждения и внушения; психология магических убеждений и магического мышления; магия и колониализм; магия и современность; связи между магией, кино, театром, играми; пересечения феминизма и колдовства; практики коренных народов Африки, Америки, Азии и других регионов.

## Методология
Пионером в концептуализации понятия «эзотерика» является Антуан Февр.

На основе исследований этих течений Антуан Февр выделяет четыре основные типологические характеристики: 

1) мышление в соответствиях; 
	
2) идея живой природы; 

3) воображение и посредничество (mediation); 
	
4) опыт трансмутации; 

и две дополнительные (не обязательные): 
	
5) конкорданс (concordance), т.е. идея фундаментального соответствия или параллельности нескольких или даже вообще всех духовных традиций; 
 
6) идея более или менее тайной передачи духовного знания (transmission).
Говоря о методологии академического исследования эзотеризма, Н. Гудрик-Кларк отмечает ряд черт, характерных, по его мнению, для исследователей, занимающихся изучением эзотеризма с академических позиций:

Вместо того, чтобы относиться к эзотеризму как к «отвергнутому типу знания», исследователи этого предмета пытаются выделить внутренние философские и религиозные характеристики эзотерической духовности. Их другая задача состоит в том, чтобы изложить историю эзотеризма как особой формы духовности, охарактеризовавшей и продвинувшей многие школы и направления западной мысли от поздней античности до наших дней.Оригинальный текст (англ.)Far from treating esotericism as a “rejected form of knowledge,” specialist scholars of the subject seek instead to distinguish the intrinsic philosophical and religious characteristics of esoteric spirituality. They are also concerned to document the history of esotericism as a particular form of spirituality that has characterized and illumined Western thought in various schools and movements from late antiquity to the present.— Goodrick-Clarke N. The Western Esoteric Tradirtions
В. Ханеграаф, говоря о методологии исследования эзотеризма, выступает за необходимость «эмпирического» подхода, который определяется такими признаками, как глубокое понимание предмета, открытость и максимально нейтральное отношение к изучаемой теме:

Эмпирическое исследование должно основываться на методологическом агностицизме по отношению к религиозным и философским «первым принципам»; оно также должно полностью признавать историчность религиозных явлений. Эта эмприческая перспектива применяется в отношении зарождающегося академического поля [исследования] эзотеризма.Оригинальный текст (англ.)Empirical research must be based on methodological agnosticism with regard to religious and philosophical ‘first principles’, and must fully recognize the historicity of religious phenomena. This empirical perspective is applied to the newly emerging academic field of esotericism.— Wouter J. Hanegraaff, “Empirical Method in the Study of Esotericism”
При этом Ханеграафф разделяет «эмический» и «этический» подходы в исследовании западного эзотеризма. Первый представляет собой взгляд «изнутри» традиции, в то время как второй — взгляд исследователя, историка. Согласно мнению Ханеграаффа, для академического исследования эзотеризма необходим «эмический материал и этическая интерпретация».
Критикуя методологическую концепцию Ханеграаффа, А. Верслуис разрабатывает собственную методологию изучения эзотеризма, которую он называет «симпатическим эмпиризмом»:

Что же касается «симпатического эмпиризма», то под ним я подразумеваю промежуточную позицию, которая включает как эмический, так и этический подход. Применительно к западному эзотеризму, а также к религии в более широком смысле, важно соблюдать баланс между ценностями научного исследования, стремящегося к достижению высоких стандартов объективности, и ценностями подхода, который ориентирован на то, чтобы благожелательно, с симпатией понять объект исследования, так сказать, постигнуть его изнутри. — Верслуис А. Что такое эзотерика? Методы исследования западного эзотеризма

## Оценки и перспективы развития
По мнению одного из наиболее авторитетных европейских специалистов по академическому исследованию эзотеризма, В. Ханеграафа, основными проблемами в данном направлении исследований на 2011 год являются:
1. сильное влияние устаревших парадигм, например, варбургской школы в лице Фрэнсис Йейтс и Д. П. Уокера;
2. слишком частое смешение личных интересов исследователей — сторонников эзотерических школ, с научными исследованиями: как выразился Ханеграаф, «Нет большой беды в том, что какой-нибудь специалист, наряду со своими исследованиями, лично увлечен теми или иными формами эзотеризма. Но важно не смешивать эти две области: невозможно и не стоит пробовать носить одновременно и эзотерическую, и научную шляпы.»
3. чрезмерное влияние на исследователей идей «вечной философии» с её представлениями об «абсолютной, универсальной, неизменной духовной истине», что Ханеграаф называет религионизмом;
4. существующие противоречия в определении предмета исследований;
5. недостаточное осознание междисциплинарности области.

Дальнейшее развитие академического исследования эзотеризма, по мнению Ханеграафа, напрямую связано с решением этих проблем.